# Торжество Пресвятої Богородиці
Торжество Пресвятої Богородиці (лат. In Sollemnitate Sanctae Dei Genetricis Mariae) — римо-католицьке свято, присвячений Діві Марії. Відзначається щорічно 1 січня. Має найвищий статус в градації свят — урочистість. Входить до числа «обов'язкових» свят, коли відвідування меси  вважається обов'язковим. Торжество Пресвятої Богродиці завершує собою Октаву Різдва. У цей день в католицькій церкві також здійснюється спогад Обрізання Господнього.
Християни візантійського, західно-сирійського та східно-сирійського обрядів святкують свято Марії як Матері Божої 26 грудня (відомий як Собор Пресвятої Богородиці), тоді як Коптська православна церква Александрії робить це 16 січня. Східна православна церква, старокатолики, Англіканська церква та Лютеранська церква відзначають свято Обрізання Христового 1 січня.

## Історія
Свято, присвячене Діві Марії, відзначалося 1 січня в Римі і ряді регіонів Заходу ще в VI столітті. У XIII і XIV століттях в латинському календарі свято Обрізання Господнього витіснило Торжество Пресвятої Богородиці. У 1570 році папа Пій V поширив свято Обрізання, як обов'язкове, на всю католицьку церкву.
У 1914 році в Португалії було встановлено свято Материнства Пресвятої Діви, що відзначається 11 жовтня. У 1931 році воно було поширений на всю церкву. У 1974 році в ході реформи літургійного календаря Павло VI скасував свято 11 жовтня і встановив Торжество Пресвятої Богородиці 1 січня.
Старокатолики продовжують святкувати 1 січня тільки Обрізання Господнє, а свято Материнства Пресвятої Діви відзначають 11 жовтня.